# آساروم
آساروم یا اسارون (نام علمی: Asarum) نام یک سرده از تیره زرآوندیان است.
گیاهی است علفی و پایا به ارتفاع حدود ۱۰ سانتی‌متر با برگ‌های صاف، شفاف، مدور یا به شکل کلیه که به علت واقع بودن در سطح زمین قسمتی از محل رویش خود را می‌پوشاند.

## ماهیت گیاه
گیاه دارای ساقه بزرگ و گره دار و ناصاف و شبیه فریز است. تخم زیادی دارد. خوشبو است و زبان را می‌خارد. این گیاه در میان برگهایش و نزدیک ساقه گل‌های بنفش رنگی تولید می‌کند که شبیه گل بنگ است هرچه خوشبوتر باشد بهتر است. ساقه‌های آن از اجزای دیگرش مفید ترند. قوت آن با قوت سوسن زرد برابر و از اذخر قوی تر است.